# Rio Băloanea
O Rio Băloanea é um rio da Romênia afluente do rio Vâna Mică, localizado no distrito de Timiş.